# Голицын, Владимир Кириллович
Владимир Кириллович Голицын (29 января 1942, Белград — 22 февраля 2018, штат Пенсильвания, США) — церковно-общественный деятель русской эмиграции, князь, староста Синодального Собора Знамения Божией Матери в Нью-Йорке,  в юрисдикции Русской Православной Церкви Заграницей, глава русского дворянского собрания в Америке.

## Биография
Родители Владимира Кирилловича после Октябрьской революции бежали в Югославию. Мать, Марина Фон Енден, поступила в гимназию и там же познакомилась с его отцом, Кириллом Владимировичем Голицыным. Родился 29 января 1942 года в Белграде.
В конце 1942 года вместе с семьей переехал в Германию. После окончания войны семья через Берлин перебралась в Американскую зону оккупации; остановились в Мюнхене в лагерях. В 1951 году переехал с семьёй в Нью-Йорк. Семья жила очень бедно. С большим трудом матери удалось устроить его в школу на полную стипендию.
После окончания школы устроился работать бухгалтером в международном отделе банка «Бэнк оф Нью-Йорк». Сначала занимался вопросами финансирования сырья, затем работал с банками в Италии, Греции, на Мальте, а затем в 1990 году возглавил восточноевропейский отдел, где руководил отношениями с банками Румынии, Венгрии, Болгарии, Польши и Восточной Германии, а затем и бывшими советскими республиками. Tам же, на работе, познакомился со своей будущей женой Татьяной Владимировной Казимировой, с которой обвенчался в 1963 году.
Впервые приехал в Россию в 1990 году. В 2005 году сопровождал прах генерала Деникина в Москву. Способствовал восстановлению единства Русской православной церкви за границей и Московской патриархии, проводил в Нью-Йорке благотворительные русские балы, все деньги от которых уходили на поддержку Российских кадетских корпусов, помощь старикам, восстановление храмов.
В 2012 году принимал активное участие в возвращении на Сумщину знамени Сумского кадетского корпуса.
Был одним из 25 Голицыных, проживавших в Нью-Йорке и его окрестностях. На протяжении более сорока лет состоял старостой синодального Собора Русской православной церкви за рубежом в Нью-Йорке; 25 лет вице-президентом Русского дворянского общества (Russian Nobility Association) в Нью-Йорке, 20 лет — казначеем Объединения кадет Российских кадетских корпусов за рубежом (на апрель 2003).[обновить данные]
Часто читал лекции в России, на Украине, в Казахстане, Латвии и других бывших союзных республиках, а также в Колумбийском университете в Нью-Йорке. По отзыву Андрея Голицына, «прекрасно говорил по-русски, совершенно без акцента, правильно, чисто, и это сразу бросалось в глаза».
С 2013 года был членом Совета директоров РАКСИ (Русско-американский культурный центр «Наследие»). С 2015 года проживал с супругой в штате Пенсильвания, каждое воскресенье посещая службы в Знаменском соборе Нью-Йорка.
Скончался 22 февраля 2018 года, после тяжёлой и продолжительной болезни. 26 февраля 2018 года, в Знаменском Синодальном соборе, митрополит Нью-Йоркский Иларион (Капрал) возглавил чин отпевания. В тот же день архиепископ Монреальский и Канадский Гавриил (Чемодаков) совершил чин погребения умершего на кладбище Новодивеевского монастыря.

## Семья
- Отец — Кирилл Владимирович Голицын (7 июня 1917, Москва — 17 июня 2000, Нью-Йорк), князь. Был одним из директоров Толстовского фонда. Затем работал от Фонда в Европе, где в Мюнхене организовал Центр по перемещению беженцев (Ди-Пи). Спас сотни людей от выдачи в Советский Союз. Последние годы жизни возглавлял архив Толстовского фонда.
- Мать — Марина Александровна фон Энден (20 июня 1917, Курск — 20 сентября 1978, Нью-Йорк).
- Жена — Татьяна Владимировна Казимирова (род. 1943, Берлин), в браке с 1963 года.
  - Сын — Кирилл Владимирович Голицын (род. 1964, Нью-Йорк), с 1991 женат на Нине Мальцевой (род. 1966); дети — Анна (род. 1995), Владимир (род. 1999) и Виктор;
  - Сын — Григорий Владимирович Голицын (род. 1967, Нью-Йорк), с 1989 женат на Елизавете Чумаковой (род. 1969), дети — Ксения и Пётр.